# Bernadette Rauter
Bernadette Rauter (ur. 8 sierpnia 1949 w Breitenwang) – austriacka narciarka alpejska.

## Kariera
W zawodach Pucharu Świata zadebiutowała w sezonie 1966/1967. Pierwsze punkty wywalczyła 19 stycznia 1967 roku w Schruns, gdzie zajęła dziesiąte miejsce w slalomie. Na podium zawodów tego cyklu pierwszy raz stanęła 28 lutego 1969 roku w Squaw Valley, wygrywając rywalizację w slalomie. W zawodach tych wyprzedziła Francuzkę Ingrid Lafforgue i Judy Nagel z USA. W kolejnych startach jeszcze sześć razy stawała na podium, odnosząc przy tym kolejne dwa zwycięstwa: 20 marca 1969 roku w Waterville Valley wygrała giganta, a 3 stycznia 1970 roku w Oberstaufen była najlepsza slalomie. W sezonie 1968/1969 zajęła dziesiąte miejsce w klasyfikacji generalnej, a w klasyfikacji gigant była piąta.
Wystartowała na igrzyskach olimpijskich w Grenoble w 1968 roku, gdzie była ósma w slalomie. Podczas rozgrywanych cztery lata później igrzysk w Sapporo była dziewiąta w zjeździe. W międzyczasie wystąpiła na mistrzostwach świata w Val Gardena w 1970 roku, gdzie była dziewiąta w slalomie i piętnasta w gigancie.

## Osiągnięcia

### Igrzyska olimpijskie
| Miejsce | Dzień     | Rok  | Miejscowość | Konkurencja | Czas biegu | Strata | Zwyciężczyni       |
| ------- | --------- | ---- | ----------- | ----------- | ---------- | ------ | ------------------ |
| 8.      | 13 lutego | 1968 | Grenoble    | Slalom      | 1:25,86    | +4,58  | Marielle Goitschel |
| 9.      | 5 lutego  | 1972 | Sapporo     | Zjazd       | 1:36,68    | +3,16  | Marie-Theres Nadig |

### Mistrzostwa świata
| Miejsce | Dzień     | Rok  | Miejscowość | Konkurencja | Czas biegu | Strata | Zwyciężczyni       |
| ------- | --------- | ---- | ----------- | ----------- | ---------- | ------ | ------------------ |
| 8.      | 13 lutego | 1968 | Grenoble    | Slalom      | 1:25,86    | +4,58  | Marielle Goitschel |
| 9.      | 13 lutego | 1970 | Val Gardena | Slalom      | 1:40,44    | +5,40  | Ingrid Lafforgue   |
| 15.     | 14 lutego | 1970 | Val Gardena | Gigant      | 1:20,46    | +2,12  | Betsy Clifford     |
| 9.      | 5 lutego  | 1972 | Sapporo     | Zjazd       | 1:36,68    | +3,16  | Marie-Theres Nadig |

### Puchar Świata

#### Miejsca w klasyfikacji generalnej
- sezon 1966/1967: 31.
- sezon 1967/1968: 22.
- sezon 1968/1969: 10.
- sezon 1969/1970: 12.
- sezon 1970/1971: 12.
- sezon 1971/1972: 30.
- sezon 1972/1973: 39.

#### Miejsca na podium
1. Squaw Valley – 28 lutego 1969 (slalom) – 1. miejsce
2. Squaw Valley – 1 marca 1969 (gigant) – 3. miejsce
3. Waterville Valley – 20 marca 1969 (gigant) – 1. miejsce
4. Lienz – 20 grudnia 1969 (slalom) – 3. miejsce
5. Oberstaufen – 3 stycznia 1970 (slalom) – 1. miejsce
6. Maribor – 18 stycznia 1970 (slalom) – 3. miejsce
7. Maribor – 4 stycznia 1971 (slalom) – 2. miejsce